# Jackass
Jackass és una sèrie de televisió de comèdia, emesa als seus començaments per MTV fins al 29 de febrer de 2002. A la sèrie, els actors duen a terme divertides activitats, habitualment amb la finalitat d'infligir-se dolor o buscar en aquestes activitats el màxim risc i perill possible per divertir els televidents. El programa es va crear a partir de la revista humorística sobre patins Big Brother.

## Repartiment
Actors principals
- Johnny Knoxville
- Chris Pontius
- Steve-O
- Preston Lacy
- Jason "Wee Man" Acuña
- Bam Margera
- Ryan Dunn
- Dave England
- Ehren McGhehey

Secundaris ===
- Jeff Tremaine - Director
- Rick Kosick - Càmera
- Lance - Càmera
- Chris Raab
- Bradon DiCamillo
- Dimitry Elyashkevich
- Greg Iguchi (Guch) - Càmera
- Sean Cliver - Productor
- Phil i April Margera - Pares de Bam Margera
- Jess Margera - Germà més gran de Bam Margera (bateria del CKY que de vegades surt a Jackass)
- Vincent Margera (Don Vito) - Oncle de Bam Margera
- Manny Puig
- Nigel Hudson
- Spike Jonze
- Greg Shapiro

Convidats
- Tony Hawk
- Matt Hoffman
- Luke Wilson
- Shaquille O'Neal
- Ville Valo (amic íntim de Bam Margera i líder de la banda finlandesa HIM)
- ButterBean
- Clyde Singleton
- Rip Taylor
- Three 6 Mafia
- Walter Tic
- Kobe Bryant

## Final de la sèrie
En una entrevista del 2001 per a la revista Rolling Stone, Johnny Knoxville va anunciar que el programa acabaria després que sortís a l'aire la tercera temporada. També es va molestar perquè MTV va decidir censurar alguns capítols.
Quan la tercera temporada va sortir en el 2002, MTV(que tenia els drets de Jackass) va decidir continuar amb la sèrie però amb altres membres. Per alguns problemes de MTV com la partida de Bam i el seu grup a la meitat de la tercera temporada, l'equip de Jackass va decidir no donar-li un tancament a la sèrie.

## Actualitat
La pàgina web oficial es troba actualment bloquejada amb una imatge del logotip de Jackass amb unes ulleres de vision tridimensional sobre el text gone filming (he anat a filmar),que confirma l'inici del rodatge de Jackass 3.
Johnny Knoxville va deixar el programa per començar la carrera d'actor, apareixent en una gran quantitat de pel·lícules com Els Ducs D'hazzard i Homes De Negre II, i també com a coprotagonista de "The Rock" a la pel·lícula Amb el front en alt.
Bam Margera i "The West Chester Clique" van rebre el seu propi programa cridat Visqui la bam. Aquest tracta sobre com la família de Bam són víctimes de les seves bromes. També tenen el seu propi programa de ràdio en Sirius anomenat Radi Bam i en el 2003 va escriure i va produir la pel·lícula Haggard: The Movie, en la que ell i els seus amics són els protagonistes.
Chris Pontius i Steve-o també van rebre seu propi xou cridat Wildboyz. Aquest tracta sobre els viatges que fan al voltant del món a la recerca d'animals exòtics per fer les seves bromes. Ells són acompanyats per l'expert en animals Manny Puig i de tant en tant apareixen Johnny Knoxville i Wee-man. Steve-o també fa "acrobàcies" en clubs i altres llocs.
Ryan Dunn, qui és part del grup de Visqui La Bam, també va rebre el seu propi programa cridat Homewrecker.
Brandon Dicamillo formo una banda anomenada The Dicamillo Sisters junt amb Jimmy Pop i Bam Margera. Algunes vegades apareixen a Viva la Bam.
Wee-man, després de sortir del programa va seguir la seva carrera com a patinador professional.

## Pel·lícules

### Jackass The Movie
El 25 d'octubre del 2002 va ser estrenada Jackass The Movie. Dirigida per Jeff Tremaine, produïda per Sean Cliver, Dimitry Elyashkevich i Spike Jonze, escrita per Jeff Tremaine, Spike Jonze i Johnny Knoxville i distribuïda per Paramount Pictures, Mtv Films, Dickhouse Productions i Lynch Siderow Productions. Aquesta una continuació més arriscada de la sèrie sota l'eslògan d'"Amb escenes que mai no veuries per televisió". Encara que hagi estat filmada amb sol 5 milions de dòlars, va guanyar $79 milions de dòlars a tot el món.

### Jackass Number Two
El 22 de setembre del 2006 va ser estrenada Jackass Number Two, dirigida per Jeff Tremaine i produïda per Sean Cliver, Dimitry Elyashkevich i Spike Jonze, escrita per Jeff Tremaine, Spike Jonze i Johnny Knoxville i distribuïda per Paramount Pictures, Mtv Films, Dickhouse Productions i Lynch Siderow Productions, els mateixos encarregats de la primera pel·lícula.
Aquesta segona part continua la mateixa línia de la primera cinta.

### Jackass 2.5
Steve-o (un dels membres de l'equip de Jackass) va assegurar el setembre de 2007 en un programa nord-americà que la tercera pel·lícula de Jackass es començarà a rodar el gener de 2008, sens dubte una gran notícia per a tots els seguidors de Jackass.
Això es va confondre amb el llançament de Jackass 2.5, talls residuals de Jackass 2, i que s'estrenaria gratuïtament a Internet abans de sortir en DVD.
Jackass 2.5 és una "tercera pel·lícula" sorgida per escenes rebutjades de la segona pel·lícula. Aquestes escenes van acompanyades de comentaris de membres de Jackass i sobretot del director Jeff Tremaine.
La pel·lícula va estar disponible per veure en Internet durant el mes de desembre de 2007 i es va estrenar en DVD el 21 de març de 2008.

### Jackass 3D
El rodatge va començar el 25 de gener de 2010, amb el director Jeff Tremaine fent proves de cambra. Johnny Knoxville va anunciar la tornada de tot l'equip de les dues anteriors pel·lícules. Paramount Pictures i TriStar compren el domini www.Jackass3d.com. Bam Margera també va dir que al primer mes de rodatge, que ja té 3 costelles i una clavícula trencades.

## Videojoc
Jackass compta amb un videojoc anomenat Jackass The Game per a PlayStation 2 i Nintendo DS.